# Краматорський феросплавний завод
Краматорський феросплавний завод (КФЗ) — підприємство металургійної промисловості України.

## Історія
На базі заснованого німецькою машинобудівною фірмою «В. Фіцнер і К. Гампер» «Краматорського металургійного товариства» (рос. Краматорское металлургическое общество) у серпні 1898 року були задуті доменні печі № 1 та № 2 й отриманий перший чавун. Пізніше доменне виробництво було у складі Краматорського металургійного заводу (КМЗ).
14 липня 2010 на базі КМЗ було засновано нове підприємство — ТОВ «Краматорський феросплавний завод».
У 2012 доменна піч № 3 була демонтована.
19 січня 2014 після капітального ремонту була запущена доменна піч № 4. На 5-ий день випущена перша її продукція.

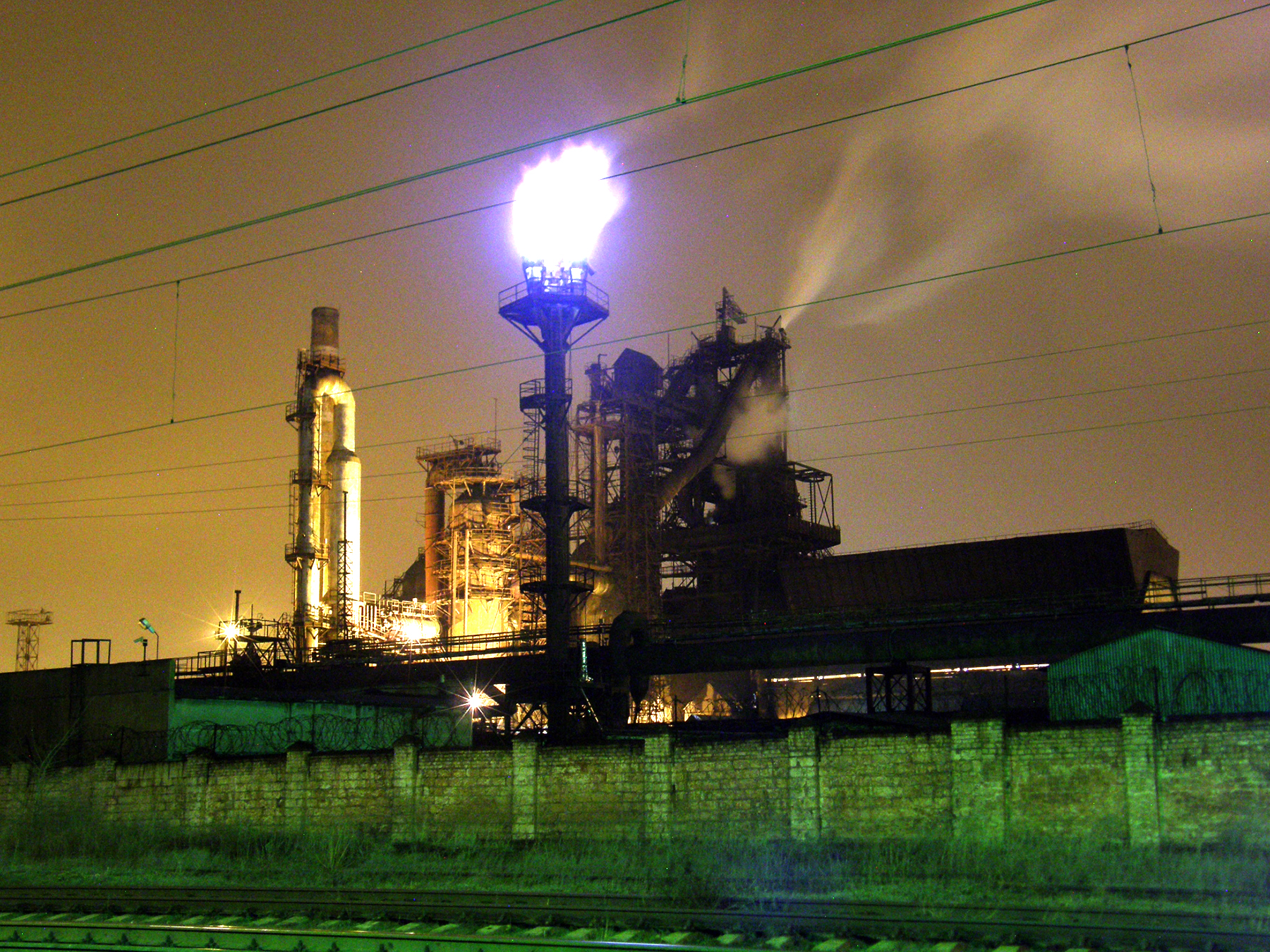
Доменний цех КФЗ вночі, 2016 р.

24 червня 2020 доменна піч зупинена.

## Виробничі потужності
Номінальна потужність заводу — 150 тис. тонн на рік.

## Галузь
- Виробництво чавуну, сталі та феросплавів

## Керівництво
- Науменко Олексій Вікторович (2010)